# Västvattnet (Ströms socken, Jämtland, 706502-149691)
Västvattnet är en sjö i Strömsunds kommun i Jämtland och ingår i Ångermanälvens huvudavrinningsområde. Sjön har en area på 0,207 kvadratkilometer och ligger 278 meter över havet.

## Delavrinningsområde
Västvattnet ingår i det delavrinningsområde (706513-149661) som SMHI kallar för Utloppet av Stockvattnet. Medelhöjden är 303 meter över havet och ytan är 12,92 kvadratkilometer. Det finns ett avrinningsområde uppströms, och räknas det in blir den ackumulerade arean 31,31 kvadratkilometer. Kanalen som avvattnar avrinningsområdet har biflödesordning 3, vilket innebär att vattnet flödar genom totalt 3 vattendrag innan det når havet efter 175 kilometer. Avrinningsområdet består mestadels av skog (71 procent) och sankmarker (17 procent). Avrinningsområdet har 0,47 kvadratkilometer vattenytor vilket ger det en sjöprocent på 3,6 procent.